# مادر (فیلم ۲۰۱۷)
مادر (به هندی: Maatr) فیلمی محصول سال ۲۰۱۷ و به کارگردانی اشتر سید است. در این فیلم بازیگرانی همچون راوینا تاندون، آلیشا خان، مادهور میتال، دیویا جاگدال، آنوراگ آرورا، راشاد رانا، سهیم خان و ساهیل گوئل ایفای نقش کرده‌اند.